# Волков, Павел Викторович
Павел Викторович Волков (род. 15 марта 1963, Алма-Ата) — советский ватерполист.

## Биография
С 1980 года выступал на позиции центрального нападающего алма-атинского «Динамо».
Чемпион СССР 1981 и 1982 года, серебряный (1984, 1986) и бронзовый (1980, 1983, 1985, 1987, 1988) призёр чемпионата СССР.
Обладатель Кубка СССР 1982 года, финалист Кубка СССР 1981 года.
Финалист Кубка европейских чемпионов 1982 года.
В 1984—1988 годах привлекался в сборную СССР, в составе которой стал чемпионом Европы 1987 года.
В 1994 году завершил карьеру.
В 1986 году окончил Казахский ГИФК.